# Mário Ferreira
Mário Ferreira (* 23. Oktober 1945 in Ainaro, Portugiesisch-Timor) ist ein osttimoresischer Politiker und Mitglied der linksorientierten FRETILIN.
Die Schule absolvierte Ferreira bis zur 4. Klasse.
Bei den Wahlen zur Verfassunggebenden Versammlung am 30. August 2001 gewann Ferreira das Direktmandat seines Heimatdistrikts Ainaro. Einem der beiden Ausschüsse gehörte er nicht an.
Mit der Unabhängigkeit Osttimors am 20. Mai 2002 wurde die Versammlung, der Ferreira angehörte, zum Nationalparlament. Ferreia war am Ende der Legislaturperiode, die bis 2007 dauerte, nicht mehr im Nationalparlament vertreten.